# كوهوكتون (نيويورك)
كوهوكتون (بالإنجليزية: Cohocton, New York)‏ هي بلدة أمريكية تقع في الولايات المتحدة في مقاطعة ستوبين، نيويورك. يقدر عدد سكانها بـ 2,626 نسمة .